# Pterobryon pusillum
Pterobryon pusillum är en bladmossart som beskrevs av Johan Ångström 1876. Pterobryon pusillum ingår i släktet Pterobryon och familjen Pterobryaceae. Inga underarter finns listade i Catalogue of Life.